# Єловка (Прибайкальський район)
Єловка (рос. Еловка) — селище Прибайкальського району, Бурятії Росії. Входить до складу Сільського поселення Татауровського.
Населення — 320 осіб (2015 рік).